# José Kozer
José Kozer (Havana, 1940) é um escritor cubano que vive nos Estados Unidos desde 1960.
Entre suas principais coletâneas poéticas estão Y así tomaron posesión en las ciudades (1979), Jarrón de las abreviaturas (1980), La rueca de los semblantes (1980), Bajo este cien (1983), La garza sin sombras (1985), Prójimos. Intimitates (1990), et mutabile (1996) e Farándula (2000).
No Brasil, foi publicada a antologia Íbis amarelo sobre fundo negro, com traduções de Claudio Daniel, Virna Teixeira e Luiz Roberto Guedes.